# Volkswagen Taro
Volkswagen Taro (type 7A) var en pickup fra Volkswagen Erhvervsbiler. Bilen var en licensbygget udgave af Toyota Hilux, bygget mellem 1989 og 1997.

## Baggrund
Volkswagen indgik en kontrakt med Toyota om årligt at fremstille 10.000 biler under navnet Volkswagen Taro. Bilerne blev CKD-sendt til Volkswagen-fabrikken i Hannover, og den første Volkswagen Taro forlod fabrikken i april 1989. I 1995 blev produktionen flyttet til Emden, hvor bilerne blev bygget sammen med Volkswagen Passat. En del af overenskomsten var, at en tredjedel af produktionen skulle have Toyota-emblem.
En anden del af kontrakten var, at Toyota skulle fremstille Hilux med Volkswagen-emblem på deres fabrik i Tahara, Japan. Grunden til at Volkswagen lod Toyota fremstille disse biler var, at Volkswagen gerne vil forsøge at indtage det europæiske entonsmarked. Volkswagen Caddy kunne kun tage 500 kg, og Volkswagen Transporter var en helt anden type bil. Fordelene var at man fik leveret en færdigbygget bil og slap for store udviklings- og produktionsomkostninger.

## Teknik
Taro fandtes i to grundversioner: med baghjulstræk eller firehjulstræk. Den baghjulstrukne Taro havde en førerkabine med op til tre siddepladser, mens den firehjulstrukne model med forskellige opbygninger kunne fås som almindelig kort model med to siddepladser foran, som XtraCab med to rigtige siddepladser foran og to nødpladser bagi eller som dobbeltkabine med fem eller seks rigtige siddepladser (enten gennemgående foran og bagi, eller to enkeltsæder foran og et gennemgående sæde bagi). Ladfladens længde aftog med kabinens længde, hvorfor XtraCab-modellen med en længde på næsten fem meter var ca. 25 cm længere end de andre modeller.
Den tohjulstrukne model havde baghjulstræk, mens den firehjulstrukne model havde firehjulstræk med til- og frakoblingsfunktion. Sidstnævnte model havde normalt træk på baghjulene, mens forakslen gennem en fordelergearkasse kunne tilkobles efter behov. Derudover måtte forakslen tilkobles ekstra med manuelle friløbsnave ved hjulene (såkaldte friløbsnave muliggør på firehjulstrækkere kørsel med nedsat slid og brændstofforbrug, da drivlinjen til for- og baghjulene ikke løber med permanent). 4×4-modellen havde derudover en reduktion, som muliggjorde en topfart på 60 km/t i femte gear.
Nyttelasten lå på ca. et ton.

### Modelspecifikationer
|                  | Standard | Standard     | XtraCab | XtraCab      | Dobbeltkabine | Dobbeltkabine |
| 4×2              | 4×4      | 4×2          | 4×4     | 4×2          | 4×4           |               |
| ---------------- | -------- | ------------ | ------- | ------------ | ------------- | ------------- |
| Længde           | 4725 mm  | 4720 mm      | 4905 mm | 4905 mm      | 4725 mm       | 4720 mm       |
| Bredde           | 1650 mm  | 1690 mm      | 1690 mm | 1690 mm      | 1690 mm       | 1690 mm       |
| Højde            | 1560 mm  | 1725−1745 mm | 1550 mm | 1730−1740 mm | 1595 mm       | 1785 mm       |
| Akselafstand     | 2850 mm  | 2850 mm      | 3085 mm | 3095 mm      | 2850 mm       | 2850 mm       |
| Sporvidde fortil | 1355 mm  | 1420 mm      | 1355 mm | 1430 mm      | 1355 mm       | 1420−1430 mm  |
| Sporvidde bagtil | 1370 mm  | 1400 mm      | 1370 mm | 1425 mm      | 1370 mm       | 1400−1425 mm  |
| Frihøjde1        | 190 mm   | 220 mm       | 190 mm  | 205 mm       | 190 mm        | 220 mm        |
| Udhæng fortil    | 735 mm   | 740 mm       | 735 mm  | 725 mm       | 735 mm        | 740 mm        |
| Udhæng bagtil    | 1140 mm  | 1130 mm      | 1085 mm | 1075 mm      | 1140 mm       | 1130 mm       |
| Vendediameter    | 11,4 m   | 12,8 m       | 12,2 m  | 14,0 m       | 11,4 m        | 12,8 m        |

### Tekniske data
|                                      | 1.8                | 2.2                | 2.4                 | 2.4 D                    | 2.4 D                    | 2.4 D                    |
| Byggeår                              | 1989−1994          | 1989−1994          | 1989−1997           | 1989−1991                | 1991−1994                | 1994−1997                |
| Motordata                            |                    |                    |                     |                          |                          |                          |
| Motortype                            | R4-benzinmotor     | R4-benzinmotor     | R4-benzinmotor      | R4-dieselmotor           | R4-dieselmotor           | R4-dieselmotor           |
| Antal ventiler pr. cylinder          | 2                  | 2                  | 2                   | 2                        | 2                        | 2                        |
| Ventilstyring                        | OHV, kæde          | OHV, kæde          | OHC, kæde           | OHC, tandrem             | OHC, tandrem             | OHC, tandrem             |
| Fødesystem                           | Karburator         | Karburator         | Multipoint          | Hvirvelkammer            | Hvirvelkammer            | Hvirvelkammer            |
| Trykladning                          | –                  | –                  | –                   | –                        | –                        | –                        |
| Køling                               | Vandkøling         | Vandkøling         | Vandkøling          | Vandkøling               | Vandkøling               | Vandkøling               |
| Motorkode                            | 2Y                 | 4Y                 | 22R                 | 2L                       | 2L                       | 2L                       |
| Boring × slaglængde                  | 86,0 × 78,0 mm     | 91,0 × 86,0 mm     | 92,0 × 89,0 mm      | 92,0 × 92,0 mm           | 92,0 × 92,0 mm           | 92,0 × 92,0 mm           |
| Slagvolume                           | 1812 cm³           | 2237 cm³           | 2366 cm³            | 2446 cm³                 | 2446 cm³                 | 2446 cm³                 |
| Kompressionsforhold                  | 8,8:1              | 8,8:1              | 9,3:1               | 22,2:1                   | 22,2:1                   | 22,2:1                   |
| Maks. effekt ved omdr./min.          | 61 kW (83 hk) 4800 | 69 kW (94 hk) 4400 | 84 kW (114 hk) 4800 | 61 kW (83 hk) 4200       | 59 kW (80 hk) 4200       | 58 kW (79 hk) 4200       |
| Maks. drejningsmoment ved omdr./min. | 140 Nm 2800        | 179 Nm 2400        | 190 Nm 3600         | 165 Nm 2400              | 164 Nm 2200              | 163 Nm 2200−2400         |
| Kraftoverførsel                      |                    |                    |                     |                          |                          |                          |
| Drivende hjul (standardudstyr)       | Baghjul            | Alle               | Alle                | Baghjul                  | Baghjul                  | Baghjul                  |
| Drivende hjul (ekstraudstyr)         | –                  | –                  | –                   | Alle                     | Alle                     | Alle                     |
| Gearkasse                            | 5-trins manuel     | 5-trins manuel     | 5-trins manuel      | 5-trins manuel           | 5-trins manuel           | 5-trins manuel           |
| Præstationer                         |                    |                    |                     |                          |                          |                          |
| Topfart                              | 150 km/t           | 140 km/t           | 150 km/t            | 145 km/t 4×4: 140 km/t   | 145 km/t 4×4: 140 km/t   | 145 km/t 4×4: 130 km/t   |
| Acceleration 0-100 km/t              | 23,1 sek.          | 22,2 sek.          | 21,1 sek.           | 24,0 sek. 4×4: 24,8 sek. | 24,0 sek. 4×4: 24,8 sek. | 24,0 sek. 4×4: 24,8 sek. |

## Indstilling af produktionen samt efterfølger
Hvor Volkswagen først fra 2010 med den egenudviklede Amarok igen betjente segmentet for potentielt terrænegnede pickup'er, fortsatte Toyota med at fremstille Hilux i fortløbende modelgenerationer efter at Taro i marts 1997 udgik af produktion.